# Cantó de Seichamps
El cantó de Seichamps és un cantó francès del departament de Meurthe i Mosel·la, situat al districte de Nancy. Té 9 municipis i el cap és Seichamps.

## Municipis
- Champenoux
- Laneuvelotte
- Mazerulles
- Moncel-sur-Seille
- Pulnoy
- Saulxures-lès-Nancy
- Seichamps
- Sornéville
- Velaine-sous-Amance

## Història
| Data d'elecció                           | Identitat    | Partit | Qualitat |
| ---------------------------------------- | ------------ | ------ | -------- |
| 1998-2011                                | Gérard Royer | UMP    |          |
| 2011-                                    | Henri Chanut | PS     |          |
| les dades anteriors no són pas conegudes |              |        |          |
|                                          |              |        |          |

## Demografia
| A partir de 1990: Població sense dobles comptes |